# Муйрхертах Ва Бріайн
Муйрхертах Ва Бріайн (ірл. Muirchertach Ua Briain; він же О'Браєн) — верховний король Ірландії. Син верховного короля Ірландії Тойрделбаха О'Бріайна, правнук верховного короля Ірландії Бріана Борума. Час правління: 1101—1119. Був королем Манстера, потім самопроголошеним верховним королем Ірландії.

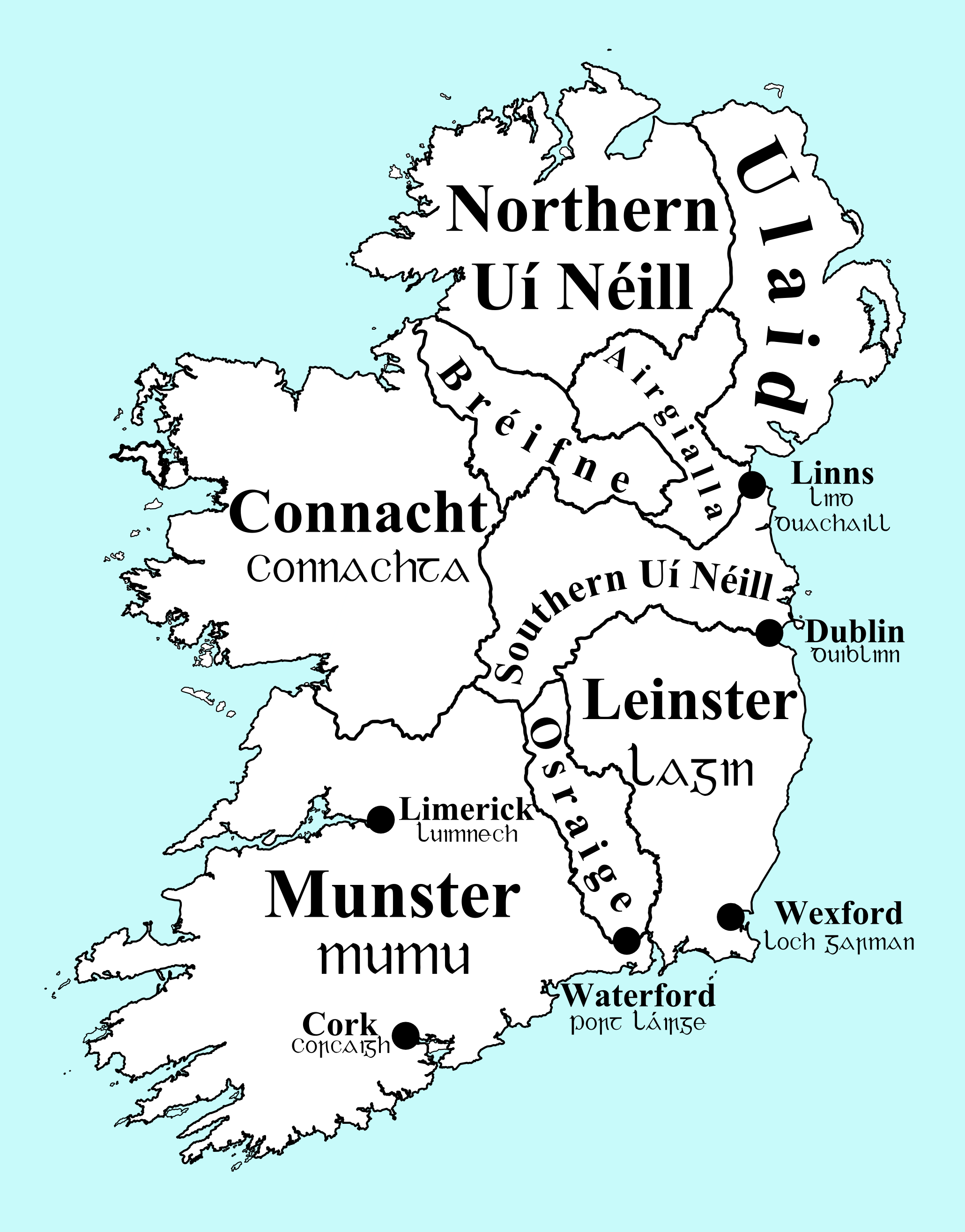
Ірландія в ранньому середньовіччі. Показані основні королівства.

## Історичне тло
Після вигнання вікінгів прадідом Муйрхертаха Ва Бріайна — Бріаном Борума в Ірландії настав час внутрішніх чвар і нескінченної боротьби за трон верховного короля Ірландії між королями наймогутніших королівств на які була розділена Ірландія: Мюнстером, Ленстером та Айлехом. У Х — ХІ століттях після смерті верховного короля Ірландії Маела Сехнайлла мак Домнайлла була низка самопроголошених верховних королів владу яких не хотіли визнавати васальні королі Ірландії. Верховні королі мусили вести нескінченні війни за утвердження своєї влади. Муйрхертах Ва Бріайн був сином такого в верховного короля Ірландії, що був досить здібним політиком, хоч і не відрізнявся талантами полководця — Тойрделбаха Ва Бріайна, що зумів вчасно пересварити своїх ворогів. Він походив від королів Мюнстеру — королівства, що до Бріана Боруми практично ніколи не садило своїх представників на трон верховних королів Ірландії, хоч інколи претендувало. Мюнстер було сильним королівством в Ірландії, але влада верховних королів століттями до того перебувала в руках різних кланів з роду О'Нейллів. У 1086 році верховний король Тойрделбах Ва Бріайн помер від хвороби. Самопроголошеним верховним королем Ірландії знову став представник роду О'Нейллів — Домналл Ва Лохлайнн з клану Кенел н-Еогайн, король Айлеха. Влада була його нетривка і не визнавалась південними і західнами королівствами Ірландії — Ленстером, Мюнстером, Осрайге, Коннахтом. Його владу як верховного короля визнали тільки північні королівства Ірландії — Улад, Айргіалла, Дал Ріада, Дал н-Арайде, Тір Конайлл, Брейфне та Айлех (королем якого він власне і був). Південні літописи стверджують, що після смерті Тойрделбаха Ва Бріайна влада верховного короля мала бути розділена в Ірландії між трьома його синами — Тадком (ірл. Tadc), Муйрхертахом та Діармайтом (ірл. Diarmait). Тадк незабаром після цього помер. Діармайта Муйрхертах вигнав з Мюнстера, проголосивши, що престол Мюнстера і трон верховних королів Ірландії по праву повинен належати тільки йому.

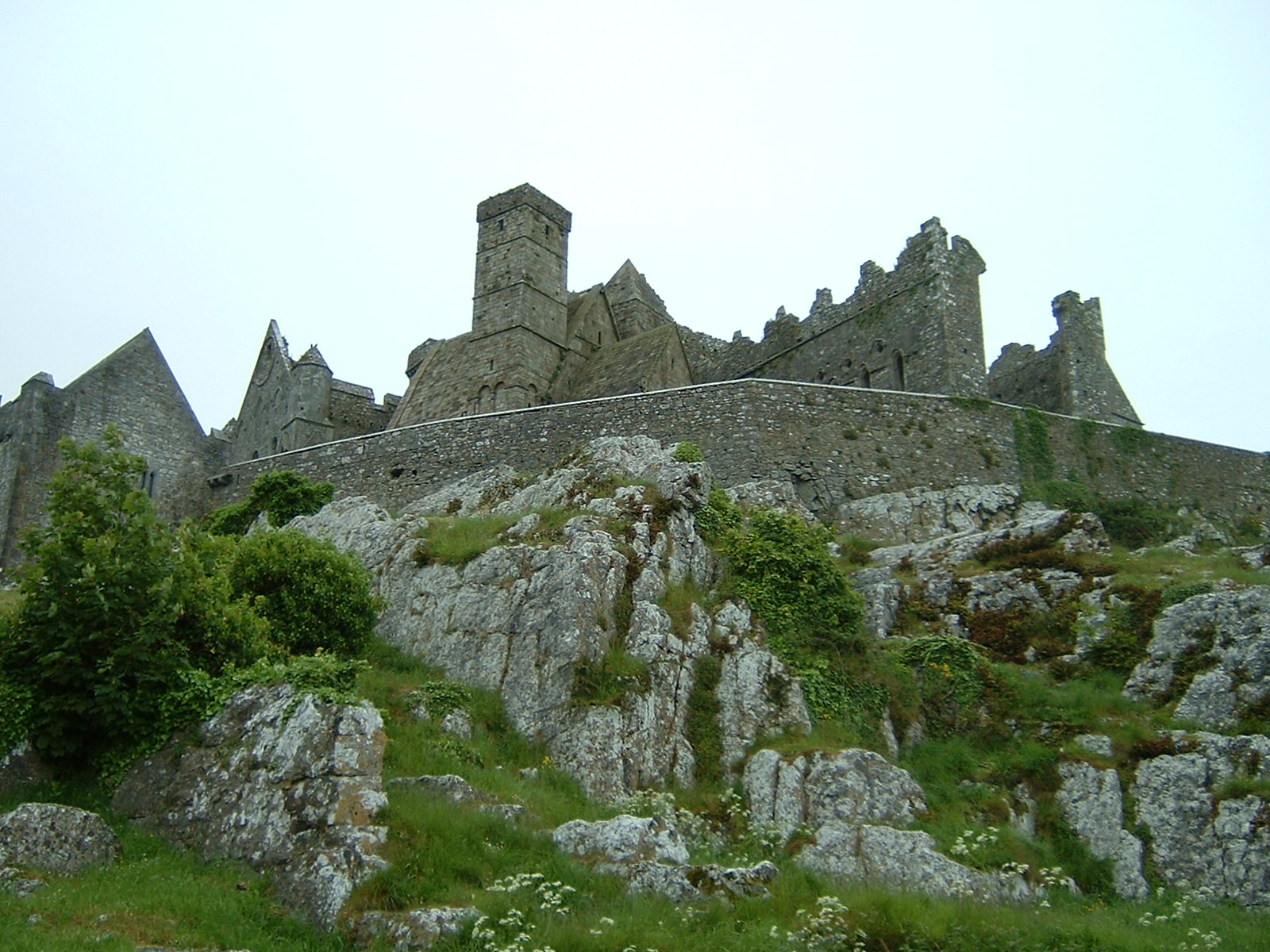
Замок Кашел — на «горі королів», де була резиденція короля Муйрхертаха Ва Бріайна.

## Король Мюнстера
Між 1086 і 1101 роками Муйрхертах Ва Бріайн був королем Мюнстера, консолідувавши в своїх руках владу над цим королівством безроздільно. У 1089 році він здійснив військові походи проти королівства Міде та Ленстеру, захопив трон і владу в королівстві Ленстер і став боротися за Дублін, який на той час був окремим королівством. У 1093 році він уклав мир і прийняв данину від короля Тари Домналла мак Флайнна О'Майл Сехнайлла (ірл. Domnall mac Flainn Ua Maíl Shechnaill) — короля, що теоретично мав право бути верховним королем Ірландії. У тому ж році він уклав мир зі своїм братом Діармайтом в замку Кашель на «горі королів».

## Верховний король Ірландії «з опозицією»
У 1094 році Муйрхертах Ва Бріайн воював з королями Лех Куїном (ірл. Leth Cuinn) та Гофрайдом (ірл. Gofraid) — королем Дубліна. Муйрхертах Ва Бріайн вигнав Гофрайда з Дубліна і встановив свою владу над цим містом і королівством. Потім від здійснив похід на Міде і переміг короля Домналла мак Флайнна О'Майл Сехнайлла, тим самим продемонструвавши свою зверхність і владу над королівською династією О'Нейллів, що правили королівствами Міде та Айлех і на той час в особі короля Айлеху володіли троном верховних королів Ірландії. У1101 році він проголосив себе верховним королем Ірландії. У цьому ж році він подарував свою фортецю і замок Кашел на «горі королів» в дар церкві.

## Союз з Арнульфом де Монтгомері
У той час Арнульфом де Монтгомері шукав союзників джля боротьби з Герніхом І — королем Англії. Арнульфом де Монтгомері послав свого уповноваженого — Джеральда Віндзорського до Ірландії, щоб домовитись про союз з Муйрхертахом Ва Бріайном. Згідно валійських літописів Арнульф «хотів укласти мир з ірландцями і отримати від них допомогу. Послами були Джеральд Стюарт (Джеральд Віндзорський) і багато інших благородних мужів. Вони просили дочку короля Муртарта як дружину для Арнульфа — на що була дана згода. Посли радісними повернулися до своїх земель і Муртарт надіслав свою дочку та багато озброєних кораблів разом з нею для допомоги і тоді графи … піднялися з гордістю і відмовились прийняти будь-який мир від короля (Генріха І)».
Але в результаті війни Арнульф де Монтгомері та його брат Роберт отримали поразку від військ Генріха І і змушені були тікати в Ірландію. Арнульф де Монтгомері та його брат воювали разом з Муйрхертахом Ва Бріайном проти Магнуса Барегелса (ірл. Magnus Barelegs). Але коли Арнульф де Монтгомері спробував захопити для себе землі і королівство, Муйрхертах Ва Бріайн забрав у нього дружину і як пишуть літописи: «…забрав свою дочку від Арнульфа і віддав це безглузде дівча за дружину одному зі своїх двоюрідних братів. Він вирішив вбити Арнульфа як нагороду за його союз, але останній … втік до своєї країни і жив там протягом двадцяти років без певного місця проживання…» Лафракох повідомляє, що незважаючи на короткий час шлюбу дочки Муйрхертаха з Арнульфом у них були діти — двоє дочок: Аліс де Монтгомері і Марі де Монтгомері.

## Магнус Барелегс
У 1102 році Муйрхертах Ва Бріайн уклав союз з Магнусом Барелегсом, королем Норвегії, та одруживши свою дочку Блахмін О'Бріайн (ірл. Blathmin Ua Briain) з його сином Сігурдом І Магнуссоном. Разом з Магнусом він здійснив успішний похід на Ольстер (Улад) розбивши армії північних ірландських королівств. Після року переможної війни Магнус Барелегс збирався вже повернутись до Норвегії, але він потрапив у засідку — його вбили ірландські воїни з Ольстера. Після смерті Магнуса Барелегса шлюб його дочки розпався й Муйрхертах Ва Бріайн почав втрачати владу в Ірландії.
У 1114 році верховний король Ірландії Муйрхертах Ва Бріайн тяжко захворів. За свідченням сучасників він «перетворився на живий скелет». У відповідь на нещастя короля його брат Діармайт захопив владу в королівстві Мюнстер і вигнав звідти Муйрхертаха Ва Бріайна. У наступному, 1115 році король Муйрхертах Ва Бріайн відновив сили, зібрав військо і почав відвойовувати своє королівство. Він зумів відновити свій контроль і владу над Мюнстером.

## Смерть
У 1119 році Муйрхертах Ва Бріайн помер від хвороби.

## Оцінки
Ентоні Кондон так оцінив правління Муйрхертаха Ва Бріайна: «Муйрхертах Ва Бріайн був амбітним королем і хотів отримати таку ж владу і роль як Вільям Руфус і Генріх І в Англії. Але його становище було аналогічним до становища Філіпа І у Франції… Хоча на вершині своєї могутності він мав значно більше влади ніж мав Філіп І у Франції… Муйрхертах Ва Бріайн намагався вести активну зовнішню політику і поширити свій вплив далеко за межі Ірландії…»